# Charles-Guillaume Gouhier de Petiteville
Pour les autres membres de la famille, voir Gouhier de Petiteville.
Charles-Guillaume Gouhier de Petiteville, comte de Charencey, né le 5 septembre 1773 à Charencey et mort le 29 octobre 1838 à Nogent-le-Rotrou, est un officier français et député de l'Orne (1822-1830).

## Biographie
Le comte Charles-Guillaume Gouhier de Petiteville entame une carrière militaire :
- Le 26 octobre 1786, il est admis sous-lieutenant dans la compagnie des cadets-gentilshommes de l'École militaire de Paris.
- En 1791, il est homme d'arme dans la deuxième compagnie noble d'ordonnance, les mousquetaires noirs. En 1792, il est homme d'armes dans les Gardes de la Porte.
- Du 16 juillet 1814 au premier janvier 1816, il est admis sous-lieutenant surnuméraire avec brevet de chef de bataillon dans les Gardes de la Porte .
- Du 2 décembre 1815 au 28 février 1821, il est capitaine au cinquième régiment de la Garde royale.

Il est nommé chevalier de l'Ordre de Saint-Louis le 17 septembre 1814, chevalier de la Légion d'honneur le 24 décembre 1814 . Il est promu officier de la Légion d'honneur le 15 juillet 1815 .
Revenu sur ses terres, Charles-Guillaume Gouhier de Petiteville entame une carrière politique :
- Il est député de l'Orne de 1822 à 1830.
- Il est conseiller d'État le 12 novembre 1828.

Le contrat de mariage de Marie-Antoinette-Victoire de Mallard et Charles-Guillaume Gouhier de Petiteville, comte de Charencey, est signé le 16 décembre 1803.
Charles-Guillaume Gouhier est seigneur de Petiteville, de Champthierry et de Charencey, fiefs de Normandie.

## Sources
- « Charles-Guillaume Gouhier de Petiteville », dans Adolphe Robert et Gaston Cougny, Dictionnaire des parlementaires français, Edgar Bourloton, 1889-1891 [détail de l’édition]